# Cymothoe cloetensi
Cymothoe cloetensi är en fjärilsart som beskrevs av Seeldrayers 1896. Cymothoe cloetensi ingår i släktet Cymothoe och familjen praktfjärilar. Inga underarter finns listade i Catalogue of Life.